# Nagyhegyes
Nagyhegyes ist eine ungarische Gemeinde im Kreis Hajdúszoboszló im Komitat Hajdú-Bihar.

## Geografie
Nagyhegyes liegt fünf Kilometer südlich der Stadt Balmazújváros, am östlichen Rand des Hortobágyi-Nationalparks. Durch das Gemeindegebiet fließt der Keleti-főcsatorna. Nagyhegyes grenzt an folgende Gemeinden:
|                         | Balmazújváros                               |          |
| Hortobágy               | Kompassrose, die auf Nachbargemeinden zeigt | Debrecen |
| Hajdúszoboszló Nádudvar | Hajdúszoboszló                              | Ebes     |

## Geschichte
Der Ort wurde während der türkischen Herrschaft aufgegeben und erst im 20. Jahrhundert bildete sich wieder eine nennenswerte Siedlung.

## Gemeindepartnerschaften
- Gănești (Mureș), Rumänien
- Gelenau/Erzgeb., Deutschland
- Puchaczów, Polen

## Sehenswürdigkeiten
- Büste von László Kosztolányi (1918–2000), erschaffen von Lajos Győrfi
- Heimatmuseum (Tájház)
- Kratersee (Kráter-tó)
- Reformierte Kirche
- Sára-Bekecs-Gedenksäule (Bekecs Sára Emlékoszlop)

## Verkehr
Durch das Gemeindegebiet führen die Landstraße Nr. 3321 und die Hauptstraße Nr. 33. Der nächstgelegene Bahnhof befindet sich in Balmazújváros.